# Клетъчна мрежа
Клетъчната мрежа представлява разпределена телефонна мрежа чрез радиовръзка, съставена от множество съседни една на друга „клетки“, всяка от които е обслужвана от отделен предавател с фиксирано местоположение, наречен базова станция. Всяка клетка покрива определена площ, а всички клетки заедно осигуряват радио покритие на значително по-широк географски регион. Това дава възможност да бъдат обслужвани едновременно множество мобилни устройства (например мобилни телефони, пейджъри и др.), независимо от това дали са стационарни или се движат от една клетка в друга, и да се осъществява радиовръзка между тях.
Преди налагането на клетъчните мрежи също са се ползвали мобилни радиотелефони – например в колите. В тогавашната радиотелефонна система обаче е имало само една централна антенна кула във всеки град и ограничен брой (може би 25) канали за използване от тази кула. Това означава, че телефонът в колата се нуждае от мощен предавател, така че да може да осъществи радиовръзка на разстояние 50 – 100 km. Това също означава, че не е възможно много хора едновременно да използват радиотелефоните си, тъй като няма достатъчни канали.
Клетъчните мрежи предлагат редица предимства пред другите им алтернативи:
- повишен капацитет (обслужване на много потребители едновременно)
- понижен разход на енергия (както от индивидуалните устройства, така и от базовата станция)
- по-широко покритие
- ниски смущения

Един прост пример за клетъчна мрежа е системата за радиовръзка на шофьорите на старите таксита, при която компанията поддържа няколко приемо-предавателя в града, всеки управляван от отделен оператор.

## Концепция и характеристики
За да се реализира клетъчната мрежа, цялата територия, която трябва да се покрие с радиосигнал, се разделя на „клетки“, чиято форма може да е шестоъгълник, квадрат, кръг или друга, макар че най-честа е хексагоналната форма, показана на илюстрацията. На всяка от клетките се определят няколко работни честоти (f1 – f6), на които съответстват базови станции. Същата група от честоти може да бъде повторно използвана и в други клетки, при положение че са достатъчно отдалечени, защото в противен случай се създава интерференция на сигналите, което е нежелателно.

### Насочени антени
Макар първоначално кулите с двупосочни радиопредаватели да са били в центъра на клетките и да са излъчвали във всички посоки, възможно е картата на клетъчната мрежа да се преначертае, като кулите се разположат в ъглите на шестоъгълниците, където се събират по три клетки.  Всяка кула има по три антени, насочени в три различни посоки, отстоящи на 120° една от друга (общо 360° и може да предава и приема на три различни честоти за трите клетки. Това осигурява минимум по три канала (от три кули, които я обслужват) за всяка клетка. Цифрите на илюстрацията са номера на канали, които се повтарят на всеки 3 клетки. 

### Мултиплексиране
Основната характеристика на клетъчната мрежа е повторното използване на една и съща честота в различни клетки, за да може да се увеличи покритието и капацитетът за осъществяване на радиовръзка. За тази цел трябва всяка отделна базова станция да различава сигнала, произведен от нейния собствен приемо-предавател, от другите сигнали, получени от съседните на нея базови станции. Понастоящем се използват основно две стандартизирани решения на този проблем:
- честотен достъп за мултиплексиране (FDMA); и
- покодов достъп за мултиплексиране (CDMA).

FDMA работи, използвайки различни честоти за всяка съседна клетка. Чрез настройване към честотата на избрана клетка отделните станции могат да избегнат сигнала от други клетки.
Принципът на CDMA е по-сложен, но дава същият резултат; отделните приемо-предаватели могат да изберат една клетка и да я слушат. Той позволява на няколко потребители да използват един и същ времеви и честотен интервал за дадена честотна лента и местоположение, по-високо качество на връзката и по-ниска инвестиция за операторите.
Други методи за мултиплексиране, като поляризационен достъп за мултиплексиране (PDMA) и времеви достъп за мултиплексиране (TDMA), не могат да бъдат използвани за разделяне на сигналите от една клетка към следващата, тъй като ефектът на двете варира с позицията и това би направило отделянето на сигнала на практика невъзможно. Въпреки всичко времевият достъп за мултиплексиране се използва в комбинация с FDMA или CDMA в редица системи, за да даде многобройни канали в покривната площ на клетката.
В случая на гореспоменатите компании за таксита, всяко радио си има копче. Копчето действа като канален превключвател и позволява на радиото да се настройва на различни честоти. Когато се движат из града, шофьорите сменят от канал на канал. Шофьорите знаят горе-долу коя честота каква площ покрива. Когато не получат сигнал от приемо-предавателя, те пробват други канали, за да разберат кой от тях работи. Таксиметровите шофьори могат да говорят само по един, когато са поканени от оператора (в известен смисъл TDMA).

### Служебни съобщения
Всяка клетъчна мрежа си има някакъв вид излъчващ механизъм. Той може да бъде използван директно за подаване на информация до множество мобилни устройства, например в системите за мобилна телефония най-важната задача на излъчваната информация е да нагласи каналите за комуникация (едно към едно) между мобилния приемо-предавател и базовата станция. Това се нарича пейджинг (страниране).
Детайлите на процеса на страниране варират от мрежа към мрежа, но в основата му е фактът, че е известен районът (или краен брой клетки), където телефонът приблизително се намира. В системата на GSM или UMTS тази група от клетки се нарича местоположение (Location area) или разпределителна зона (Routing area), ако има трансфер на пакети от данни. При странирането се изпращат съобщения до всички тези клетки. Съобщенията на странирането могат да бъдат използвани и за предаване на съобщения. Това се случва при пейджърите, в CDMA системите за изпращане на SMS (Short Message System) и в UMTS системата, където по този начин се постига ниска латентност на downlink-овете в пакетно-базирани връзки.
Много добър пример тук отново е мрежата на такситата. Шофьорите често използват радиото, за да съобщят пътните условия и за да кажат кога има клиенти. От друга страна, има списък с таксита, чакащи работа. Когато някое определено такси изяви желание да вземе клиента, операторът извиква номера му в ефир и му съобщава адреса. Това е двупосочна връзка, при която обаче двете страни трябва да се изчакват една друга, тъй като използват една и съща честота (симплексна връзка).

### Повторно използване на честотата
Повишеният капацитет на една клетъчна мрежа, в сравнение с мрежа с един приемо-предавател, произтича от факта, че една и съща радиочестота може да бъде използвана отново в някоя различна зона за коренно различна радиовръзка. Това се дължи на факта, че клетъчните телефони и базовите станции работят с малка мощност и техните сигнали са ограничени само в рамките на клетката. Затова едни и същи честоти могат да се използват многократно, стига клетките да не са съседни. Все пак има смущения до някаква степен от сигнала от съседни клетки, когато използват същата честота. Това означава, че в стандартна FDMA система трябва да има поне една клетка разстояние между две клетки, за да може да се използва еднаква честота.
Критериите за повторно използване на честотата са разстояние и фактор. Разстоянието D се изчислява по формулата
{\displaystyle D=R{\sqrt {3N}},\,}
където R е радиусът на клетката, а N е броят на клетките в клъстър. Радиусът на клетките може да варира от (1 км до 30 км). Освен това границите на съседни клетки могат да се припокриват, а по-големите клетки могат да бъдат разделени на по-малки 
Факторът за повторно използване на честотата се изразява с 1/K, където K е броят на клетките, в които не може повторно да се използва същата честота. Стандартните стойности са 1/3, 1/4, 1/7, 1/9 и 1/12.
В случай че в сектора на една и съща базова станция има N на брой антени с различна посока, тази станция може да обслужва N различни клетки (клъстър). Типична стойност за N в случая на хексагонални клетки е 3. С отношението N/K се обозначават т.нар. „матрици на повторно използване (на английски: reuse pattern)“, които обикновено са 3/3, 3/9 и 3/12. Ако общата налична честотна лента е B, всяка клетка може да използва B/K на брой честотни канали, а всеки клъстър може да използва общ честотен диапазон BN/K.
CDMA-базираните системи използват по-широка честотна лента в сравнение с FDMA, но това се компенсира от възможността да има фактор на повторно използване на честотата 1. Съседните клетки използват една и съща честота, като различаването на отделните базови станции и на потребителите става чрез различни кодове на достъп (покодово мултиплексиране) Макар и N да е 1, това не означава, че CDMA клетката има само един сектор, а че цялата честотна лента е достъпна на всеки сектор и сесиите са разделени от кодове, а не от честоти.
В зависимост от големината на града, таксиметровата система може да не използва повторно честотата в града, но със сигурност я използва повторно в близките градове. От друга страна, в голям град, повторното използване на честотата може да бъде от голяма полза.

### Движение от клетка на клетка и handover
Използването на много клетки означава, че ако отделните приемо-предаватели са мобилни и се движат, те трябва да сменят една клетка с друга. Механизмът за това е различен. в зависимост от типа на мрежата и обстоятелствата на смяната. Например: Ако в момента тече продължителна комуникация и не искаме да я прекъсваме, трябва да се положи огромна грижа, за да се избегне прекъсване. В този случай трябва да има перфектна координация между базовата станция и мобилната станция. Типично такива системи използват някакъв вид многократен достъп, независим във всяка клетка, така че в ранна фаза на такъв handover да запази нов канал за мобилната станция на новата базова станция, която ще го обслужва. Тогава мобилното устройство се превключва от канала на неговата базова станция към новия канал и комуникацията не се прекъсва.

## Мобилна телефония
Най-честият пример за клетъчна мрежа е мрежата на мобилните телефони. Мобилният телефон представлява преносим телефон, който приема и инициира обаждания, като установява радиовръзка с базовата станция или с приемо-предавателя на клетката, в която се намира. Големите географски региони (пълният обхват на покритие на мобилния оператор) са разделени на по-малки клетки, за да се избегне загубата на сигнала и да се обслужат възможно най-голям брой активни клетъчни телефони в областта. В градовете например, всяка клетъчна станция има обхват до около километър, докато в селските райони обхватът е около 10 km. На открити пространства без значителни препятствия за сигнала, потребителят може да получава сигнал от клетка, отстояща и на 50 km. Всяка клетка се припокрива до известна степен със съседните на нея клетки. Всички клетки са свързани към клетъчните телефонни централи на мобилния оператор, които от своя страна се свързват с обществената телефонна мрежа или с други мобилни оператори.
Говорейки по телефона, потребителят може да се придвижи от една клетка към друга. Тогава двете базови станции, в чийто обсег се мести телефонът, автоматично превключват обслужването на връзката към онази клетка, в която сигналът е по-силен и съответно се ползва нов радиоканал (честота), но без това да се отрази на връзката. Когато телефонът се регистрира към нова клетка, процесът на криптиране на връзката се повтаря отначало.
Тъй като почти всички мобилни телефони използват клетъчните технологии, включително GSM, CDMA и NMTS, в ежедневието терминът „мобилен телефон“ се използва взаимозаменяемо с „клетъчен телефон“. Едно изключение са например сателитните телефони, тъй като те не използват клетъчните мрежи, а директна връзка с комуникационен сателит.